# Laomarex minuta
Laomarex minuta är en snäckart som först beskrevs av Gardner 1967.  Laomarex minuta ingår i släktet Laomarex och familjen punktsnäckor. Inga underarter finns listade i Catalogue of Life.